# マティヤ・ナスタシッチ
マティヤ・ナスタシッチ（セルビア語: Матија Настасић / Matija Nastasić、 1993年3月28日 - ）は、ユーゴスラビア（現・セルビア）・ヴァリェヴォ出身のサッカー選手。ラ・リーガ・RCDマジョルカ所属。セルビア代表。ポジションはDF。

## 人物
フィジカルの強さと上背の高さで空中戦を制するセンターバック。また足元の技術も高く、試合の組立てにも積極的に参加できるプレーヤーである。「新たなヴィディッチ」とも呼ばれ、本人も「自分のアイドルだ」と答えている。

## 来歴

### クラブ

#### パルチザン・ベオグラード
ヴァリェヴォに生まれ、民間のヴァリスというサッカースクールでサッカーを始める。その後ZSK、FKブドゥチノスト・ポドゴリツァの二つの都市のチームを経由し、名門パルチザン・ベオグラードにスカウトされユースチームに登録される。2010年1月にレンタルにてテレオプティクに移籍し、プロの選手としてのキャリアを始める。

#### フィオレンティーナ
2010年12月13日にACFフィオレンティーナが350万ユーロで保有権を獲得したが、イタリアでは18歳未満の選手の売買の取り決めがあるため、シーズン終了まではセルビアリーグで過ごすことになった。2011年3月28日、18歳の誕生日をもって正式にフィオレンティーナに保有権が移された。9月11日に行われたセリエAカンピオナートにおける対ボローニャFC戦において、アレッサンドロ・ガンベリーニとの負傷交代で18歳でセリエAにデビューした。

#### マンチェスター・シティ
2012年8月31日、ステファン・サヴィッチとのトレードでマンチェスター・シティFCに完全移籍。

#### シャルケ
2015年1月12日、シャルケ04へのレンタル移籍が合意した。3バックの一角としてレギュラーに定着。
2015年3月11日、シャルケ04への完全移籍と、2019年までの契約を結んだことが発表された。

#### フィオレンティーナ復帰
2021年8月21日、ACFフィオレンティーナに完全移籍で9年振りに復帰することが発表された。

#### マジョルカ
2022年9月1日、RCDマジョルカと1年間の追加契約オプション付きで2023年まで契約を締結した。

### 代表
各アンダー世代の代表に招集されている。セルビアU-17代表時代に対スイス戦でドッピエッタ（2得点）を記録する。その後一度U-19代表に出場するが、飛び級でU-21代表に招集されるようになる。

## 所属クラブ
- FKテレオプティック 2010-2011
- ACFフィオレンティーナ 2011-2012
- マンチェスター・シティFC 2012-2015.3

→ シャルケ04 2015.1-2015.3 (loan)
- シャルケ04 2015.3-2021.8
- ACFフィオレンティーナ 2021.8-

## タイトル
クラブ
マンチェスター・シティFC
- プレミアリーグ 2013-14
- フットボールリーグカップ 2013-14